# Двогрба камила
Двогрба камила (лат. Camelus bactrianus) је врста камиле са централноазијских степа и пустиња. Од друге врсте камила, једногрбе камиле разликује се у томе да има две грбе. Научно име је добила по Бактрији, античкој држави, која је постојала на тлу централне Азије. Први пут су представљене западу за време трговања на Путу свиле, када су арапски трговачки каравани допрли до Византије.
На свету живи око 2 милиона бактријских камила, од којих су скоро све домаће животиње.. У дивљини их има мање од хиљаду, у Монголији и северозападној Кини.

## Таксономија
|  | Викуња                                           |
|  |                                                  |
|  | \| \| Лама \| \| \| \| \| \| Гванако \| \| \| \| |
|  |                                                  |
|  | Лама                                             |
|  |                                                  |
|  | Гванако                                          |
|  |                                                  |

|  | Лама    |
|  |         |
|  | Гванако |
|  |         |

|  | Викуња                                           |
|  |                                                  |
|  | \| \| Лама \| \| \| \| \| \| Гванако \| \| \| \| |
|  |                                                  |
|  | Лама                                             |
|  |                                                  |
|  | Гванако                                          |
|  |                                                  |

|  | Лама    |
|  |         |
|  | Гванако |
|  |         |

|  | Једногрба камила                                                              |
|  |                                                                               |
|  | \| \| Дивља бактријска камила \| \| \| \| \| \| Бактријска камила \| \| \| \| |
|  |                                                                               |
|  | Дивља бактријска камила                                                       |
|  |                                                                               |
|  | Бактријска камила                                                             |
|  |                                                                               |

|  | Дивља бактријска камила |
|  |                         |
|  | Бактријска камила       |
|  |                         |

|  | Викуња                                           |
|  |                                                  |
|  | \| \| Лама \| \| \| \| \| \| Гванако \| \| \| \| |
|  |                                                  |
|  | Лама                                             |
|  |                                                  |
|  | Гванако                                          |
|  |                                                  |

|  | Лама    |
|  |         |
|  | Гванако |
|  |         |

|  | Викуња                                           |
|  |                                                  |
|  | \| \| Лама \| \| \| \| \| \| Гванако \| \| \| \| |
|  |                                                  |
|  | Лама                                             |
|  |                                                  |
|  | Гванако                                          |
|  |                                                  |

|  | Лама    |
|  |         |
|  | Гванако |
|  |         |

|  | Једногрба камила                                                              |
|  |                                                                               |
|  | \| \| Дивља бактријска камила \| \| \| \| \| \| Бактријска камила \| \| \| \| |
|  |                                                                               |
|  | Дивља бактријска камила                                                       |
|  |                                                                               |
|  | Бактријска камила                                                             |
|  |                                                                               |

|  | Дивља бактријска камила |
|  |                         |
|  | Бактријска камила       |
|  |                         |

|  | Викуња                                           |
|  |                                                  |
|  | \| \| Лама \| \| \| \| \| \| Гванако \| \| \| \| |
|  |                                                  |
|  | Лама                                             |
|  |                                                  |
|  | Гванако                                          |
|  |                                                  |

|  | Лама    |
|  |         |
|  | Гванако |
|  |         |

|  | Викуња                                           |
|  |                                                  |
|  | \| \| Лама \| \| \| \| \| \| Гванако \| \| \| \| |
|  |                                                  |
|  | Лама                                             |
|  |                                                  |
|  | Гванако                                          |
|  |                                                  |

|  | Лама    |
|  |         |
|  | Гванако |
|  |         |

|  | Једногрба камила                                                              |
|  |                                                                               |
|  | \| \| Дивља бактријска камила \| \| \| \| \| \| Бактријска камила \| \| \| \| |
|  |                                                                               |
|  | Дивља бактријска камила                                                       |
|  |                                                                               |
|  | Бактријска камила                                                             |
|  |                                                                               |

|  | Дивља бактријска камила |
|  |                         |
|  | Бактријска камила       |
|  |                         |

|  | Викуња                                           |
|  |                                                  |
|  | \| \| Лама \| \| \| \| \| \| Гванако \| \| \| \| |
|  |                                                  |
|  | Лама                                             |
|  |                                                  |
|  | Гванако                                          |
|  |                                                  |

|  | Лама    |
|  |         |
|  | Гванако |
|  |         |

|  | Викуња                                           |
|  |                                                  |
|  | \| \| Лама \| \| \| \| \| \| Гванако \| \| \| \| |
|  |                                                  |
|  | Лама                                             |
|  |                                                  |
|  | Гванако                                          |
|  |                                                  |

|  | Лама    |
|  |         |
|  | Гванако |
|  |         |

|  | Једногрба камила                                                              |
|  |                                                                               |
|  | \| \| Дивља бактријска камила \| \| \| \| \| \| Бактријска камила \| \| \| \| |
|  |                                                                               |
|  | Дивља бактријска камила                                                       |
|  |                                                                               |
|  | Бактријска камила                                                             |
|  |                                                                               |

|  | Дивља бактријска камила |
|  |                         |
|  | Бактријска камила       |
|  |                         |

|  | Викуња                                           |
|  |                                                  |
|  | \| \| Лама \| \| \| \| \| \| Гванако \| \| \| \| |
|  |                                                  |
|  | Лама                                             |
|  |                                                  |
|  | Гванако                                          |
|  |                                                  |

|  | Лама    |
|  |         |
|  | Гванако |
|  |         |

|  | Викуња                                           |
|  |                                                  |
|  | \| \| Лама \| \| \| \| \| \| Гванако \| \| \| \| |
|  |                                                  |
|  | Лама                                             |
|  |                                                  |
|  | Гванако                                          |
|  |                                                  |

|  | Лама    |
|  |         |
|  | Гванако |
|  |         |

|  | Једногрба камила                                                              |
|  |                                                                               |
|  | \| \| Дивља бактријска камила \| \| \| \| \| \| Бактријска камила \| \| \| \| |
|  |                                                                               |
|  | Дивља бактријска камила                                                       |
|  |                                                                               |
|  | Бактријска камила                                                             |
|  |                                                                               |

|  | Дивља бактријска камила |
|  |                         |
|  | Бактријска камила       |
|  |                         |

|  | Викуња                                           |
|  |                                                  |
|  | \| \| Лама \| \| \| \| \| \| Гванако \| \| \| \| |
|  |                                                  |
|  | Лама                                             |
|  |                                                  |
|  | Гванако                                          |
|  |                                                  |

|  | Лама    |
|  |         |
|  | Гванако |
|  |         |

|  | Викуња                                           |
|  |                                                  |
|  | \| \| Лама \| \| \| \| \| \| Гванако \| \| \| \| |
|  |                                                  |
|  | Лама                                             |
|  |                                                  |
|  | Гванако                                          |
|  |                                                  |

|  | Лама    |
|  |         |
|  | Гванако |
|  |         |

|  | Једногрба камила                                                              |
|  |                                                                               |
|  | \| \| Дивља бактријска камила \| \| \| \| \| \| Бактријска камила \| \| \| \| |
|  |                                                                               |
|  | Дивља бактријска камила                                                       |
|  |                                                                               |
|  | Бактријска камила                                                             |
|  |                                                                               |

|  | Дивља бактријска камила |
|  |                         |
|  | Бактријска камила       |
|  |                         |

|  | Викуња                                           |
|  |                                                  |
|  | \| \| Лама \| \| \| \| \| \| Гванако \| \| \| \| |
|  |                                                  |
|  | Лама                                             |
|  |                                                  |
|  | Гванако                                          |
|  |                                                  |

|  | Лама    |
|  |         |
|  | Гванако |
|  |         |

|  | Викуња                                           |
|  |                                                  |
|  | \| \| Лама \| \| \| \| \| \| Гванако \| \| \| \| |
|  |                                                  |
|  | Лама                                             |
|  |                                                  |
|  | Гванако                                          |
|  |                                                  |

|  | Лама    |
|  |         |
|  | Гванако |
|  |         |

|  | Једногрба камила                                                              |
|  |                                                                               |
|  | \| \| Дивља бактријска камила \| \| \| \| \| \| Бактријска камила \| \| \| \| |
|  |                                                                               |
|  | Дивља бактријска камила                                                       |
|  |                                                                               |
|  | Бактријска камила                                                             |
|  |                                                                               |

|  | Дивља бактријска камила |
|  |                         |
|  | Бактријска камила       |
|  |                         |

|  | Викуња                                           |
|  |                                                  |
|  | \| \| Лама \| \| \| \| \| \| Гванако \| \| \| \| |
|  |                                                  |
|  | Лама                                             |
|  |                                                  |
|  | Гванако                                          |
|  |                                                  |

|  | Лама    |
|  |         |
|  | Гванако |
|  |         |

|  | Викуња                                           |
|  |                                                  |
|  | \| \| Лама \| \| \| \| \| \| Гванако \| \| \| \| |
|  |                                                  |
|  | Лама                                             |
|  |                                                  |
|  | Гванако                                          |
|  |                                                  |

|  | Лама    |
|  |         |
|  | Гванако |
|  |         |

|  | Једногрба камила                                                              |
|  |                                                                               |
|  | \| \| Дивља бактријска камила \| \| \| \| \| \| Бактријска камила \| \| \| \| |
|  |                                                                               |
|  | Дивља бактријска камила                                                       |
|  |                                                                               |
|  | Бактријска камила                                                             |
|  |                                                                               |

|  | Дивља бактријска камила |
|  |                         |
|  | Бактријска камила       |
|  |                         |

Бактријска камила дели род Camelus са једногрбом камилом (C. dromedarius) и дивљом бактријском камилом (C. ferus). Бактријска камила припада породици Camelidae. Древни грчки филозоф Аристотел први је описао врсту Camelus: у својој Историји животиња из 4. века пре нове ере идентификовао је једногрбу арапску камилу и двогрбу бактријску камилу. Садашње биномијално име Camelus bactrianus бактријској камили дао је шведски зоолог Карл Лине у својој публикацији из 1758. са насловом Systema Naturae.

## Обележја
Бактријске деве се већ на први поглед од дромедара разликују са своје две грбе. Досежу дужину тела до 3 метра, висину у раменима до 180 cm, а просечно су тешке 450 до 500 kg. Реп од 35 до 55 cm је релативно кратак. Боја крзна им се креће од пешчано сиве до тамно смеђе. а најдуже длаке су им на потиљку и грлу. Зими имају изразито дуго и густо крзно које, с порастом температуре, тако брзо одбацују, да често изгледају отрцано и запуштено. Од доместикованих животиња, дивље се између осталог разликују светлијом бојом крзна (најчешће боје песка) и тањим длакама у крзну, због чега им тела изгледају виткија, а грбе шиљастије.
Супротно већини других парнопрсташа који се ослањају на врхове прстију „обучене” у копито, деве додирују тло предзадњим и задњим чланцима прстију. Немају копита него само савијене нокте који штите само предњи руб стопала. Прсти се ослањају на еластичне „јастучиће” од везивног ткива који чине широко, жуљевито стопало. По два прста (трећи и четврти) чине средишњу ос, док су остали прсти потпуно закржљали. Поред тога, деве се крећу измјенично подижући леви односно десни пар ноге истовремено, због чега се у ходу изражено љуљају.
Ове животиње имају дугачак врат и издужену, релативно малу главу. Горња усна им је расцепљена, а ради заштите од олује очи имају двоструки ред дугих трепавица и обрва, а носнице су два прореза које у време пјешчане олује могу затворити. Желудац им, као код свих дева а слично желуцима преживара, има више одељака што олакшава пробаву биљне хране, а за разлику од преживара, у желуцу имају жлезде које луче пробавне сокове.
Грбе девама, успркос увреженом мишљењу, не служи за депоновање воде, него за масноћу. Поред тога, развиле су и неке посебности које им омогућавају преживљавање у тешким условима који владају у подручјима где живе: грађа бубрега омогућава високу концентрацију урина, а у односу на друге сисаре, и измет им је изузетно густ. Следећа њихова посебност је и овални облик еритроцита. Такав облик омогућава девама пијење великих количина воде одједном без опасности од разводњавања организма (тровање водом, хиперхидрација), а девама омогућава подношење великих телесних напора јер њихови еритроцити имају већи афинитет према кисеонику.
Телесна температура дева може варирати више него код већине других сисара. Разлика телесне температуре може бити око 6 - 8 ° што битно смањује знојење. Поред тога, подносе и велике разлике спољашњих температура, од -30° до +40 °.

## Распрострањеност и животна околина
Првобитно подручје настањивања двогрбих дева пружало се великим подручјима средње Азије, од Казахстана све до Монголије и до северне Кине, а према северу, двогрбу деву може се срести све до Омска, на Бајкалском језеру, што је око 55 ступњева северне географске ширине.
Двогрбе деве прилагођене су изразито сувим стаништима. Зими се задржавају дуж река, а лети одлазе у подручја сушних степа и полупустиња.

## Подврсте
Неки научници верују да постоје докази да је бактријску деву могуће поделити на различите подврсте. Истраживана је нарочито популација бактријских дева која живи у Гашун Гоби, делу пустиње Гоби. Од доместикованих, ова популација разликује се и стварањем гена и понашањем. Вероватно постоје најмање три сегмента у стварању гена који се разликују од доместикованих и најмање 3% разлике у основи генетског кода. Са тако малим бројем дивљих двогрбих дева тешко је утврдити каква би природна генетска разноликост унутар популација могла бити.
На темељу разлика у грађи тела и бољег кориштења сланкасте воде неки истраживачи сматрају дивље двогрбе деве засебном врстом, или најмање подврстом и називају је Camelus bactrianus ferus. Реч је о једној већ дуго времена одвојеној популацији која је данас снажно угрожена. Генетичка истраживања професора Хан Ђианлина (Гансу пољопривредни универзитет, Кина) и професора Оливиера Ханота (Интернационални сточни истраживачки институт у Најробију, Кенија) показала су, да се гени ових животиња од доместикованих разликују за 3%. Ради поређења, гени човека разликују се од гена чимпанза за 5%.

## Начин живота

### Социјално понашање и време активности
Двогрбе деве су дневно активне животиње и живе у харемским групама од најчешће 15 јединки. Чине их један мужјак, више женки и њихових младунаца. Неке јединке живе и солитарно. Просечна густина популације је 5 јединки на 100 km2.

### Храна
Као све деве, и двогрбе деве су биљоједи и једу све врсте биљне хране, и бодљикаве и слане. Храна, само незнатно сажвакана, долази у предњи део желуца како би била пробављена тек након поновног жвакања (види преживари). Овим процесом наликују на преживаче (руминанција), али зоолошки гледано, не уврштава их се у ту групу. Пробавни систем дева развио се независно од оног код преживара, што је видљиво, између осталог, и по томе, да у предњем одељку желуца имају жлезде.
Двогрбе деве могу издржати без воде више дана, а према потреби, могу у неколико минута попити и више од 100 литара. Наведена прилагођавања им помажу да крајње штедљиво поступају с водом, а поред тога могу пити и Брактична односно чак и слану воду.

### Издржљивост
Може трчати брзином до 40 km/h. Због друге грбе издржљивије су и удобније од једногрбе камиле а подносе и ниже температуре, значајне за горске ланце Памира и Хиндукуша, и зато су биле најзначајније транспортно средство на Путу свиле.
Живе 40-50 година.

### Размножавање
Након 12 до 14 месеци гестације женка доноси на свет најчешће једно младунче, ретко два. То се догађа најчешће током марта и априла. Младунци двогрбих дева су потркушци и већ након пар сати могу трчати. Они сисају годину и по, а након три године су полно зрели. Очекивани животни век процењује се на око 40 година.

## Људи и бактријске деве
Сматра се, да је бактријска дева била доместикована (независно од дромедара) негде у време пре 2500. п. н. е. вероватно у северном Ирану, североисточном Авганистану односно југозападном делу Туркестана. За дромедара се вјерује да је доместикован између четвртог и другог миленијума пне у Арабији.
Изворно двогрбе деве биле су доместиковане вероватно пре свега као теглеће животиње. Извештаји о њиховој издржљивости наводе, да могу носити од 170 до 270 kg дневно на удаљеност од 47 km. Користе се и различити њихови производи: пије се млеко, једе месо, масноћа из „грбе” се користи за кување, а крзно за израду одевних предмета или као покривач.
Бактријска дева кроз историју је врло често била предмет занимања уметника. На пример, странци са запада, који су долазили од Таримске завале или из других предела били су приказани на бројним керамичким фигурама у раздобљу династије Танг (618 - 907).